# Emina Bektas

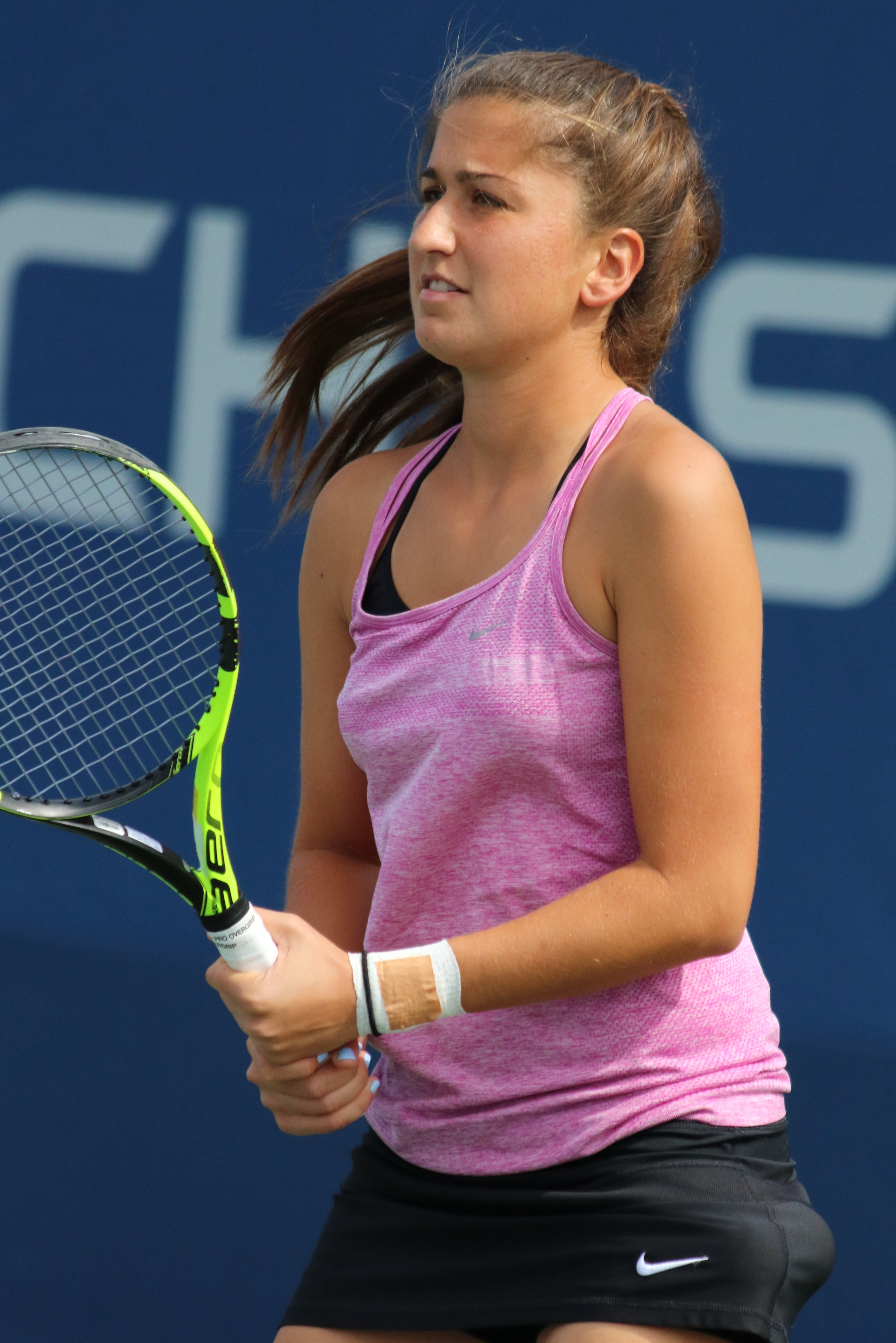
US Open 2016

Emina Bektas (30 maart 1993) is een tennisspeelster uit de Verenigde Staten van Amerika, van Bosnische afkomst, geboren in Duitsland. Bektas speelt rechtshandig en heeft een tweehandige backhand. Zij is actief in het internationale tennis sinds 2012.

## Loopbaan
In 2016 speelde Bektas op basis van een wildcard samen met landgenoot Evan King haar eerste grandslamwedstrijd op het gemengd dubbelspeltoernooi van het US Open. Een jaar later kreeg zij een wildcard voor het vrouwendubbelspel van het US Open, samen met landgenote Amanda Anisimova.
In 2022 wist zij zich in het enkelspel op eigen kracht via het kwalificatietoernooi een plaats te veroveren in de hoofdtabel van het Australian Open. In april bereikte zij in het dubbelspel de finale van het WTA-toernooi van Bogota, samen met de Britse Tara Moore – daarmee kwam zij binnen op de top 100 van de wereldranglijst in het dubbelspel.
In juni 2023 maakte zij haar entrée op de top 150 van het enkelspel. In oktober won zij haar eerste WTA-titel, op het WTA 125-toernooi van Tampico – in de finale versloeg zij Anna Kalinskaja. In november kwam zij binnen in de top 100.

## Persoonlijk
Bektas studeerde van 2011 tot 2015 aan de Universiteit van Michigan.

## Posities op deWTA-ranglijst
Positie per einde seizoen:
| jaar | rang enkelspel | rang dubbelspel |
| ---- | -------------- | --------------- |
| 2013 | 799            | 1064            |
| 2016 | 549            | 296             |
| 2017 | 258            | 138             |
| 2018 | 408            | 435             |
| 2019 | 421            | 209             |
| 2020 | 417            | 243             |
| 2021 | 239            | 118             |
| 2022 | 360            | 102             |

## Resultaten grandslamtoernooien
| Legenda | Legenda                          |
| ------- | -------------------------------- |
| g.t.    | geen toernooi gehouden           |
| l.c.    | lagere categorie                 |
| –       | niet deelgenomen                 |
| G       | uitgeschakeld in de groepsfase   |
| 1R      | uitgeschakeld in de eerste ronde |
| 2R      | uitgeschakeld in de tweede ronde |
| 3R      | uitgeschakeld in de derde ronde  |
| 4R      | uitgeschakeld in de vierde ronde |
| KF      | uitgeschakeld in de kwartfinale  |
| HF      | uitgeschakeld in de halve finale |
| F       | de finale verloren               |
| W       | het toernooi gewonnen            |
| w-v     | winst/verlies-balans             |

### Enkelspel
| toernooi        | 2022 |
| --------------- | ---- |
| Australian Open | 1R   |
| Roland Garros   | –    |
| Wimbledon       | 1R   |
| US Open         | –    |

### Vrouwendubbelspel
| toernooi        | 2017 |    | 2021 | 2022 |
| --------------- | ---- | -- | ---- | ---- |
| Australian Open | –    | –  | –    |      |
| Roland Garros   | –    | –  | 2R   |      |
| Wimbledon       | –    | 1R | 1R   |      |
| US Open         | 1R   | 1R | –    |      |

### Gemengd dubbelspel
| toernooi        | 2016 |
| --------------- | ---- |
| Australian Open | –    |
| Roland Garros   | –    |
| Wimbledon       | –    |
| US Open         | 1R   |

## Palmares
| Legenda                 |
| ----------------------- |
| Grandslamtoernooi       |
| Olympische Spelen       |
| Year-End Championships  |
| Premier Mandatory       |
| Premier Five / WTA 1000 |
| Premier / WTA 500       |
| International / WTA 250 |
| Challenger / WTA 125    |

### WTA-finaleplaatsen enkelspel
| nr.              | finale     | toernooi    | ondergrond | tegenstandster  | score         |         |
| ---------------- | ---------- | ----------- | ---------- | --------------- | ------------- | ------- |
| gewonnen finales |            |             |            |                 |               |         |
| 1.               | 2023-10-29 | WTA Tampico | hardcourt  | Anna Kalinskaja | 6-3, 3-6, 7-6 | details |
| verloren finales |            |             |            |                 |               |         |
| geen             |            |             |            |                 |               |         |

### WTA-finaleplaatsen vrouwendubbelspel
| nr.              | finale     | toernooi   | ondergrond | partner    | tegenstandsters              | score            |         |
| ---------------- | ---------- | ---------- | ---------- | ---------- | ---------------------------- | ---------------- | ------- |
| gewonnen finales |            |            |            |            |                              |                  |         |
| geen             |            |            |            |            |                              |                  |         |
| verloren finales |            |            |            |            |                              |                  |         |
| 1.               | 2022-04-09 | WTA Bogota | gravel     | Tara Moore | Astra Sharma Aldila Sutjiadi | 6-4, 4-6, [9-11] | details |